# Wilhelm von Schrötter (Politiker, 1810)
Wilhelm Ludwig Hermann Freiherr von Schrötter (* 2. März 1810 in Königsberg; † 29. Januar 1876 in Angnitten bei Preußisch Holland) war ein preußischer Jurist und Landrat. Schrötter war von Februar bis Mai 1849 Mitglied der Frankfurter Nationalversammlung.

## Leben

### Familie
Wilhelm Ludwig Hermann Freiherr von Schrötter war der Sohn von Karl Wilhelm Freiherr von Schrötter. Die Adelsfamilie von Schrötter wurde am 13. März 1700 von Kaiser Leopold I. in den erblichen Stand der Magnaten und Barone des Königreiches Ungarn und aller anderen österreichischen Erbländer erhoben. Eine königlich preußische Anerkennung des Freiherrenstandes erfolgte am 27. Januar 1716. Wilhelms Vater Karl Wilhelm (* 9. April 1748) war Erbherr auf Rundwiese und Krören. Er starb am 2. Dezember 1819 als Chefpräsident des Oberlandesgerichtes in Ostpreußen. Seine zweite Ehefrau Marie Charlotte von Dohna aus dem Hause Lauck starb am 16. Oktober 1797 in Marienwerder kurz nach Geburt der Tochter Eleonore. Karl Wilhelm heiratete nach 1797 in dritter Ehe Katharine Sophie Albertine Caroline (* 18. Februar 1770), geborene Reichsgräfin und Burggräfin von Dohna-Schlobitten, die Mutter von Wilhelm.

### Beruflicher Werdegang
Schrötter begann ein Studium der Rechtswissenschaften an der Albertina in Königsberg und der Friedrich-Wilhelms-Universität in Berlin, das er 1834 erfolgreich abschließen konnte. Er wurde in den preußischen Justizdienst übernommen und bereits ein Jahr später Oberlandesgerichtsassessor in Königsberg. Als Gutsherr des Gutes Angnitten wurde Schrötter 1845 Landrat des Landkreises Preußisch Holland.
Bei der Wahl zur Frankfurter Nationalversammlung wurde Schrötter zum Stellvertreter des Abgeordneten Otto Ungerbühler gewählt. Die Wahlmänner des Wahlbezirkes 14 – er umfasste die Landkreise Preußisch Holland und Mohrungen – sprachen ihm dabei das Vertrauen aus. Nachdem Otto Ungerbühler am 28. Dezember 1848 sein Mandat in der Nationalversammlung niedergelegt hatte, wurde Schrötter am 13. Januar 1849 vom Oberpräsidenten in Königsberg aufgefordert, sofort dessen Nachfolge anzutreten. In einem Bericht des Oberpräsidenten an das preußische Innenministerium heißt es, dass Landrat von Schrötter am 29. Januar nach Frankfurt am Main abreisen würde. Am 5. Februar 1849 war er erstmals bei einer Sitzung in der Frankfurter Paulskirche anwesend, wie deren amtierender Präsident am 9. Februar bekanntgab. Er blieb offiziell fraktionslos, stimmte aber oftmals mit dem Rechten Zentrum. Am 12. Februar unterstützte er einen Antrag zur Abänderung bestimmter Vorlagen des neu zu schaffenden Gemeinderechts. Er wollte die Ausübung des aktiven und passiven Wahlrechts von der Steuerhöhe abhängig machen. Während der Ostertage unternahm er eine Reise nach Heidelberg. Bei der Wahl von Friedrich Wilhelm IV. zum Deutschen Kaiser stimmte er mit Ja, gab aber zusammen mit 14 weiteren Abgeordneten eine Erklärung zu Protokoll, in der Bedenken gegen die Rechtmäßigkeit der Wahl erhoben wurden. Bei der Abstimmung am 11. April 1849, über den Antrag an der beschlossenen Reichsverfassung unter allen Umständen festzuhalten, fehlte Schröttinger unentschuldigt. Er war mit der Arbeit der Nationalversammlung immer unzufriedener und unterzeichnete am 11. Mai 1849, zusammen mit drei weiteren Abgeordneten, eine Austrittserklärung. Sie wurde einen Tag später in der Nationalversammlung verlesen.
Nach dem Ende seiner parlamentarischen Arbeit blieb er weiter Landrat im Landkreis Preußisch Holland und verwaltete sein Gut Angnitten. Er wurde Rechtsritter des Johanniterordens und starb am 29. Januar 1876, im Alter von 65 Jahren, auf seinem Landsitz in Angnitten.

### Ehe und Nachkommen
Wilhelm von Schrötter heiratete am 19. Januar 1846 Friederike Marie Caroline Wilhelmine Reichsgräfin und Burggräfin von Dohna-Schlobitten (* 14. Mai 1818; † 8. Januar 1848). Das Paar hatte eine Tochter, Amelie Friederike Caroline Freiin von Schrötter (* 29. November 1846 in Königsberg; † 20. Juli 1902 in Berlin). Sie wurde später Besitzerin des elterlichen Gutes Angnitten mit Warnikam und Golbitten, zusammen etwa 408 Hektar. Am 2. Oktober 1865 heiratete sie auf Angnitten Ludwig Bodo Wilhelm Friedrich Freiherr von Minningerode. Ihr Mann wurde Reichstagsabgeordneter und war seit 1884 Mitglied des preußischen Staatsrates. Die Ehe blieb kinderlos.